# Muflon
A muflon (Ovis gmelini) az emlősök (Mammalia) osztályának párosujjú patások (Artiodactyla) rendjébe, ezen belül a tülkösszarvúak (Bovidae) családjába és a kecskeformák (Caprinae) alcsaládjába tartozó faj. Ezt az állatot tartják a házijuh ősének.
A hímet kosnak, a nőstényt az első ellésig jerkének, utána anyajuhnak, szaporulatát báránynak nevezik.

## Előfordulása
A muflon eredetileg Törökország délkeleti részén, Dél-Örményországban és Dél-Azerbajdzsánban, valamint Észak-Irakban és Iránban fordult elő. Az újkőkorszak idején betelepítették Ciprus szigetre, ahonnan tovább vitték Európa más területeire.
Európában az eredeti vagy legalább túlnyomórészt tiszta vérű, vad európai muflonállomány csak Szardínián és Korzikán él. Ez a faj a gyakran csak szórványos növényzettel borított földközi-tengermelléki hegyekhez alkalmazkodott, ahol a köves altalajokon patáit is eléggé gyorsan lekoptatja.
A muflont Európa sok részére vadászati célokból telepítették be. Hazánkba Forgách Károly gróf hozta be, aki az 1868–69-es években 10 muflont hozatott a gimesi (Nyitra megye, lásd: Gímes) vár melletti vadaskertjébe a brüsszeli és a frankfurti állatkertből. Később Magyarország több vadaskertjébe és erdőterületére betelepítették. Ma szigetszerűen megtalálható hazánk valamennyi középhegységi részén (Mátra, Bükk, Zempléni-hg, Börzsöny, Dunántúli-khg.). Helyenként – például az erdei talajokon – problémát jelent, hogy a hosszú paták akadályozzák a járásban. A faj nagy alkalmazkodóképességét bizonyítja a rengeteg házijuhfajta, amelyeket igénytelenségük folytán az összes földrészen, a legkülönbözőbb élőhelyeken hasznosítanak gyapjú-, hús- és tejtermelésre.
Állatkertekben gyakran tartanak muflont.

## Alfajai
- juh (Ovis gmelini aries) Linnaeus, 1758 - egyes rendszerezők önálló fajnak tartják, Ovis aries név alatt; azonban ez még nincs általánosan elfogadva
- ázsiai muflon (Ovis gmelini gmelini) Blyth, 1841
- ciprusi vadjuh (Ovis gmelini ophion) (Blyth, 1841)
- európai muflon (Ovis gmelini orientalis) Pallas, 1811

## Megjelenése
A muflon testhossza 120 centimétertől (nőstények) 135 centiméterig (kosok), marmagassága 70 centimétertől (nőstények) 88 centiméterig (kosok), testtömege 25–40 kilogrammtól (nőstények) 35–55 kilogrammig (kosok) terjedhet, farokhossza 3–6 centiméter. E juhfélére jellemző az erősen ívelt szarv (csiga). A vadjuhok közül a legkisebb termetű, a házijuh őse. A nőstényeknek csak kicsi, enyhén hátrahajló szarvuk van, vagy akár nincs is. A kosok csigája pontosan meghatározott ütemben fejlődik. A kosbárány csontcsapjai már rögtön születése után kifejlődnek, és mire egyhónapos lesz, megkezdődik a szaru kiválasztása is. A tél kezdetére a tülök már 15–20 centiméteresre nő. Ekkor szünet áll be a fejlődésben, amitől egy jól kivehető évgyűrű keletkezik rajta. A következő évben 11–13 keresztirányú dudort képez, amelyek összesen 20 centiméterrel is növelhetik hosszát, majd az év vége felé ismét megszakad a növekedés. A szarv fejlődése hasonlóan folyik tovább, mígnem 4-5 évesen a csiga bezárul. A növekedés ekkor alábbhagy, és a szarvhegyek, amelyek ekkorra már a koponya arcvonalába értek, lassan felfelé fordulnak. Haladhatnak a fejjel párhuzamosan a nyak felé vagy attól távolodva, így az állatok jellegzetes fejformát nyernek. A kosok fehér „nyerget” viselnek barna téli bundájukon, ettől élesen elválik fehér hasuk és tükrük. A láb alsó része fehér, a felső feketés. A nyak alsó élétől eltekintve szőrük rövid. Szőre durva tapintású, télen megvastagodik.

## Életmódja
A muflonok főként szürkületkor járnak táplálék után. Ahol nem zavarják őket, nappal is megfigyelhetők. Jól látnak és futnak, ügyesen ugranak. A nőstények úgy bégetnek, mint a házijuh, míg a kosok ritkán adnak ki hangot. Az üzekedési időben viszont kilométerekre elhallatszik, amint szarvaikkal összecsapnak. A muflonok területüket az ujjaik közötti mirigyek váladékával jelölik meg. Mint a többi vadjuh, ők is szívesen tömörülnek nyájba, amelyet egy idősebb nőstény vezet. Egy nyájban 50-100 állat is lehet. Tápláléka lágyszárúak, füvek.

## Szaporodása
Az üzekedés október-novemberre esik. Az 5 hónapos vemhesség után többnyire egy bárány születik, az ikerellés ritka. A születéskor körülbelül 2 kilogrammos bárány néhány óra múlva már követi anyját.